# Dacrydium (botanica)
Dacrydium Sol. ex G.Forst.,1786 è un genere di conifere della famiglia Podocarpaceae.

## Tassonomia
Il genere comprende le seguenti specie:
- Dacrydium araucarioides Brongn. & Gris
- Dacrydium balansae Brongn. & Gris
- Dacrydium beccarii Parl.
- Dacrydium comosum Corner
- Dacrydium cornwallianum de Laub.
- Dacrydium cupressinum Sol. ex G.Forst.
- Dacrydium elatum (Roxb.) Wall. ex Hook.
- Dacrydium ericoides de Laub.
- Dacrydium gibbsiae Stapf
- Dacrydium gracile de Laub.
- Dacrydium guillauminii J.Buchholz
- Dacrydium leptophyllum (Wasscher) de Laub.
- Dacrydium lycopodioides Brongn. & Gris
- Dacrydium magnum de Laub.
- Dacrydium medium de Laub.
- Dacrydium nausoriense de Laub.
- Dacrydium nidulum de Laub.
- Dacrydium novoguineense Gibbs
- Dacrydium pectinatum de Laub.
- Dacrydium spathoides de Laub.
- Dacrydium × suprinii Nimsch
- Dacrydium xanthandrum Pilg.